# Gambia Socialist Revolutionary Party
Die Gambia Socialist Revolutionary Party (GSRP) war eine radikale sozialistische Partei im westafrikanischen Staat Gambia.

## Geschichte
Die GSRP war eine marxistische Oppositionsbewegung, die ungefähr 1980 von „Dr.“ Gibril „Pengu“ George, einem unzufriedenen Geschäftsmann, gebildet wurde. 
Nachdem ein Komplott gegen die Regierung im Oktober 1980 entdeckt wurde, wurde sie zusammen mit der Movement for Justice in Africa-Gambia (MOJA-G) verboten und ging im Untergrund. Aus dem Untergrund wurde dann der Putsch vom 30. Juli 1981 zusammen mit den Mitgliedern der MOJA-G unter der Führung Kukoi Samba Sanyang durchgeführt. Der Putsch gegen die Regierung, bei dem George getötet wurde, scheiterte. Die Oppositionsbewegung hörte auf zu existieren.